# St. Lucie megye
St. Lucie megye az Amerikai Egyesült Államokban, azon belül Florida államban található. Megyeszékhelye Fort Pierce, legnagyobb városa Port St. Lucie. Lakosainak száma 329 226 fő (2020. április 1.). St. Lucie megye Indian River, Okeechobee és Martin megyékkel határos.

## Népesség
A megye népességének változása:
| Lakosok száma | 278 788 | 281 191 | 283 920 | 286 832 | 298 563 | 329 226 |
|               | 2010    | 2011    | 2012    | 2013    | 2015    | 2020    |